# Молдавська революція 1848
Молдавська революція 1848 року — невдала спроба румунських націоналістичних і ліберальних кіл, а також групи молдавських і волоських емігрантів прийти до влади в Князівстві Молдавії в 1848 році. Ця революція була частиною революцій на Волощині 1848 року. Повсталі виступали проти Органічного регламенту, підтримуваного Російською імперією. Повстанням керували молоді інтелектуали поміркованих поглядів, які сподівалися на порозуміння з консервативним дворянством і не розраховували на допомогу зародження середнього класу, однак повстання було придушене, а молдавський господар вигнав бунтівників з країни.

## Передісторія
Молдавські бояри (з роду яких походили деякі революціонери) вступили в конфлікт з господарем Михаїлом Стурдзою, звинувачуючи його в надмірній жорсткості і небажанні вислуховувати їх рекомендації. Деякі з бояр прагнули обійняти трон господаря. Бояри скаржилися владі Російської імперії та Туреччини про розгул корупції та казнокрадства. Також вони готували ряд змов проти Стурдзи, однак через відсутність достатньої підтримки з боку населення не змогли досягти свого. Михаїл Стурдза залишався незворушним і продовжував правити країною, не йдучи на компроміси. Незадоволеними ситуацією були, крім бояр, і селяни: з 1846 по 1848 роки все більше повставало проти Стурдзи. Власники підприємств міста Ясси в 1846 році засудили рішення князя підняти податки, в малих містах і селах місцеві поміщики відмовлялися платити додаткові податки. Влітку 1847 року в країні відбулися найсильніша посуха і нашестя сарани, що призвело до загибелі врожаю. У кількох жудецах виступили проти бояр. Селяни відмовилися працювати на поміщиків. Також і торгівці зерном були незадоволені нестачею товару та економічною кризою в Європі.
Бунти восени 1847 року і навесні 1848 року закінчилися втечею призвідників за кордон. Багато хто з майбутніх революціонерів навчалися у Франції, в Парижі. Вони, натхненні досвідом лютневої революції у Франції, вирішили помститися молдавському господарю.

## Хронологія подій

### Ясси

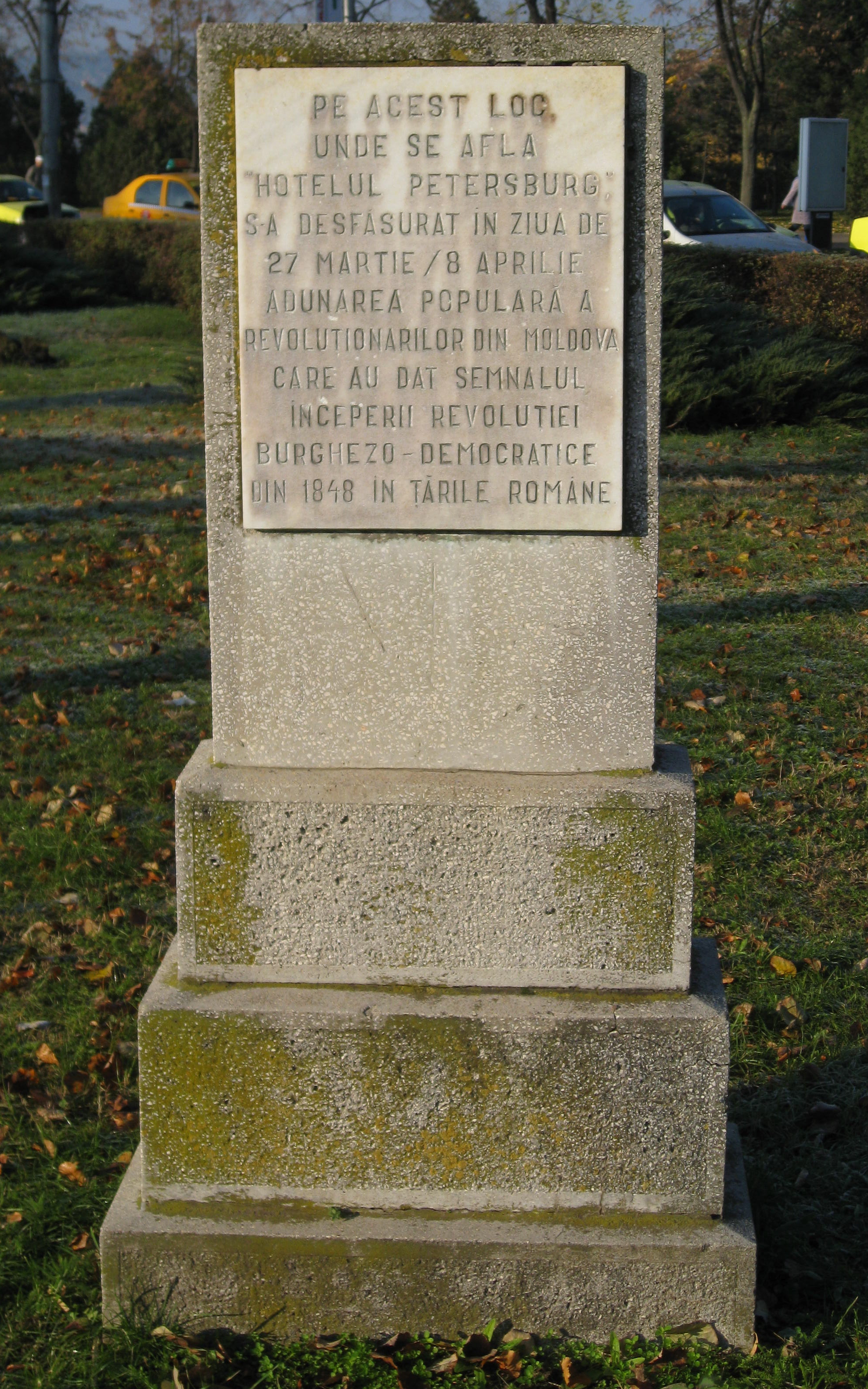
Пам'ятний знак місця зустрічі революціонерів в готелі «Петербург» 1848 року

27 березня (8 квітня) 1848 року в Ясському готелі «Петербург» зібралися кілька великих бояр, які не підтримували політику Михаїла Стурдзі, юні бояри ліберальних переконань, представники середнього класу та багаті міські жителі (близько тисячі чоловік). На зборах повинні були бути присутніми емігранти з Молдавського князівства, але господар заборонив їх пропускати через кордон. До цієї зустрічі було організовано кілька приватних зібрань. Також краєм прокотились публічні демонстрації проти влади господаря.
Учасники демонстрацій були натхненні подіями весни 1848 року в Парижі, Відні та Берліні. Радикали складали незначну частину присутніх, вимоги більшої частини революціонерів носили поміркований характер. Вони відправили «Петицію-прокламацію» господарю із закликом провести реформи і зобов'язалися розпустити своє зібрання і всі інші асоціації після відправки петиції. Такі запобіжні заходи було вжито у зв'язку з можливою ймовірністю вторгнення російських військ або ж можливим приєднанням селян і нижчого класу містян до революції, що могло перевести мирний виступ до кровопролиття.
Комітету на чолі з Васіле Александрі доручили вручити «Петицію-прокламацію» особисто господарю. У петиції були прописані заклики провести реформи, які пом'якшили б поточний політичний режим (скасування цензури, тілесних покарань і переслідувань, гарантія недоторканності особистості, поліпшення положень селян тощо) і стимулювали б економічний розвиток країни. Головною вимогою у петиції ставилось дотримання Органічного регламенту і непорушення закону: автори незавуальованно вказували на казнокрадство і свавілля чиновників. Революціонери наполягали на розширенні числа членів зібрання та його повноважень, у тому числі право пропонувати свої проекти законів, що впливають на добробут, і перевіряти всі інші закони на відповідність законодавству та інтересам народу. Поточні політичні та соціальні структури ніхто не збирався змінювати або порушувати.
Петиція складалася із 35 пунктів. Стурдза, прийнявши «Петицію-прокламацію» 9 квітня, погодився виконати 33 із 35 пунктів, відмовившись розпускати збори та формувати національну гвардію, а також скасовувати цензуру. Лідери революції були обурені відмовою Стурдзи, очікуючи повне прийняття всієї петиції. Того ж вечора Стурдза вирішив увести війська і розігнати протестувальників. Учасники зборів спорудили барикаду перед готелем «Петербург», яку поліцейські брали штурмом.
За різними даними число жертв різниться: одні історики стверджують, що готель взяли без кровопролиття, інші стверджують про кількох убитих в бійці. Близько 300 революціонерів було заарештовано. Декому вдалося втекти до Трансільванії та Буковини. Серед утікачів був і Александру Йоан Куза, майбутній господар Об'єднаного князівства Волощина і Молдавії. Стурдза, що втратив довіру населення, наказав заарештувати всіх з найменшого підозрою у співчутті революціонерам, посилив цензуру і наказав допитувати на кордоні всіх студентів, які поверталися з Франції до Молдавського князівства.
Заворушення у Волощині занепокоїли владу Російської імперії. У березні царська влада попередила Стурдзі, що якщо до Органічного регламенту будуть внесені зміни, російські війська перетнуть Прут. Це посилило бажання Стурдзи побороти опозицію: у той час в селах вже йшла масова агітація проти панщини та за реформи революціонерів. У квітні уповноважений комісар Олександр Дюгамель був відправлений за розпорядженням імператора Миколи I до Молдавії для розслідування ситуації і спробував умовити господаря піти на компроміс і прийняти деякі вимоги революціонерів, але той відмовився навідріз.

### Чернівці
Молдавські і буковинські ліберали в Чернівцях утворили «Молдавський революційний комітет» і зобов'язали Михаїла Коґелнічану розробити принципи революційного руху — «Побажання національної партії Молдови», які були опубліковані у серпні 1848 року. Більш ліберальна, ніж петиція від 9 квітня, вона закликала обрати збори з розширеними повноваженнями, розширити автономію жудеців, міст та сільських громад. Коґелнічану також створив проект Конституції, в якій визнавав законодавчу гілку влади найбільш важливою, надаючи їй повноваження щодо голосування за зміни рівня податків, внесення поправок у національний бюджет, прискорення розвитку сільського господарства, промисловості і торгівлі, зміни законів, виборів господаря і єпископів православної церкви. Майбутній прем'єр-міністр Румунії підтримував ідею про представництво всіх верств суспільства в зборах без призову до загального виборчого права, а також пропонував посилити вагу голосів представників панівного класу. Однак, він не заперечував провідну роль бояр і не підтримував ідею про участь селян у державному житті у зв'язку з їх неписьменністю та недостатнім досвідом.

## Наслідки
У травні 1848 року господар звернувся до російського імператора Миколи I з проханням увести війська, аби запобігти революційній ситуації на зразок тієї, що склалася в Бухаресті. Зрештою, 7 липня Дюгамель змусив генерала Герценцвейга перетнути російсько-молдовський кордон, що і сталося 7 липня, коли 12 тисяч чоловік вступили до Молдавського князівства без дозволу імператора і придушили всі виступи проти господаря. 27 вересня російські війська також вступили і до Волощини, перекривши кордон з Угорщиною і Трансільванією.
До 1 травня 1849 року в князівстві при владі перебувала військова адміністрація, до підписання Російською імперією Балталіманської конвенції з Туреччиною, коли було відновлено контроль над Дунайськими князівствами. Новим господарем став Ґріґоре Ґіка, який підтримав програму революціонерів 1848 року, заручившись підтримкою великого візира Османської імперії Решид-паші. Він дозволив революціонерам повернутися до Молдавського князівства і запросив багатьох на державні посади, у тому числі Михаїла Коґелнічану та Йона Іонеску де ла Брада. Найважливіші адміністративні реформи в економіці та освіті, однак, не підняли його авторитет в очах учасників революції, бо вони виступали, перш за все, за поліпшення статусу та умов житті селянства і середнього класу, а також їх участь у політичному житті.